# Peter Harrold
Peter Jacob Harrold, född 8 juni 1983 i Kirtland Hills, Ohio, är en före detta amerikansk professionell ishockeyspelare som bland annat spelat för St. Louis Blues i NHL, innan han 2016 avslutade sin karriär.
Harrold har tidigare spelat för NHL-lagen Los Angeles Kings och New Jersey Devils och på lägre nivå för Manchester Monarchs i AHL.

## Statistik

### Klubbkarriär
| 1999–00    | Cleveland Jr. Barons | NAHL       | 8   | 0  | 1  | 1  | 6  | —  | — | — | —  | —  |
| 2000–01    | Cleveland Jr. Barons | NAHL       | 55  | 5  | 23 | 28 | 34 | —  | — | — | —  | —  |
| 2001–02    | Cleveland Jr. Barons | NAHL       | 54  | 5  | 19 | 24 | 38 | —  | — | — | —  | —  |
| 2002–03    | Boston College       | NCAA       | 39  | 1  | 11 | 12 | 20 | —  | — | — | —  | —  |
| 2003–04    | Boston College       | NCAA       | 40  | 2  | 12 | 14 | 12 | —  | — | — | —  | —  |
| 2004–05    | Boston College       | NCAA       | 35  | 4  | 10 | 14 | 22 | —  | — | — | —  | —  |
| 2005–06    | Boston College       | NCAA       | 42  | 7  | 23 | 30 | 32 | —  | — | — | —  | —  |
| 2006–07    | Manchester Monarchs  | AHL        | 62  | 7  | 27 | 34 | 43 | 16 | 3 | 8 | 11 | 18 |
| 2006–07    | Los Angeles Kings    | NHL        | 12  | 0  | 2  | 2  | 8  | —  | — | — | —  | —  |
| 2007–08    | Manchester Monarchs  | AHL        | 49  | 7  | 36 | 43 | 25 | 4  | 0 | 1 | 1  | 4  |
| 2007–08    | Los Angeles Kings    | NHL        | 25  | 2  | 3  | 5  | 2  | —  | — | — | —  |    |
| 2008–09    | Los Angeles Kings    | NHL        | 69  | 4  | 8  | 12 | 28 | —  | — | — | —  | —  |
| 2009–10    | Los Angeles Kings    | NHL        | 39  | 1  | 2  | 3  | 8  | 2  | 0 | 0 | 0  | 0  |
| 2010–11    | Los Angeles Kings    | NHL        | 19  | 1  | 3  | 4  | 4  | —  | — | — | —  | —  |
| 2011–12    | New Jersey Devils    | NHL        | 11  | 0  | 2  | 2  | 0  | 17 | 0 | 4 | 4  | 6  |
| 2011–12    | Albany Devils        | AHL        | 61  | 5  | 21 | 26 | 36 | —  | — | — | —  | —  |
| 2012–13    | New Jersey Devils    | NHL        | 23  | 2  | 3  | 5  | 6  | —  | — | — | —  | —  |
| 2013–14    | New Jersey Devils    | NHL        | 33  | 0  | 4  | 4  | 14 | —  | — | — | —  | —  |
| 2014–15    | Albany Devils        | AHL        | 13  | 1  | 1  | 2  | 10 | —  | — | — | —  | —  |
| 2014–15    | New Jersey Devils    | NHL        | 43  | 3  | 2  | 5  | 4  | —  | — | — | —  | —  |
| NHL totalt | NHL totalt           | NHL totalt | 274 | 13 | 29 | 42 | 74 | 19 | 0 | 4 | 4  | 6  |